# Helicius cylindratus
Helicius cylindratus är en spindelart som först beskrevs av Karsch 1879.  Helicius cylindratus ingår i släktet Helicius och familjen hoppspindlar. Inga underarter finns listade i Catalogue of Life.